# ZDF Musikkanal
ZDF Musikkanal war der Name eines vom Zweiten Deutschen Fernsehen betriebenen Fernsehkanals, welcher am 1. Januar 1984 im Rahmen des Kabelpilotprojektes seinen Sendebetrieb aufgenommen hatte. Der Sender strahlte ein moderiertes Programm mit thematischem Schwerpunkt Musik aus. Die dabei ausgestrahlten Sendungen kamen nahezu ausschließlich aus dem Archiv des ZDF-Hauptprogramms. Gesendet wurde täglich von 16:00 bis 22:00 Uhr, wobei die ersten drei Sendestunden in der Regel aus Wiederholungen bestanden.
Der ZDF Musikkanal blieb als eigenständiges Programm bis zum 31. Dezember 1988 auf Sendung, wurde ab Januar 1989 als Programmfenster dem 3sat-Programm vorgeschaltet und ging später vollständig in 3sat auf. Die ursprünglich dreistündige Sendestrecke blieb zunächst bestehen, wurde allerdings auf den frühen Nachmittag verlegt und in der Regel von Montag bis Freitag zwischen 14:25 und 17:15 Uhr ausgestrahlt. Obwohl diese Sendestrecke weiterhin zunächst als „ZDF Musikkanal“ vermarktet wurde, war das 3sat-Logo stets eingeblendet. Im Verlauf des Jahres 1992 verschwand auch der Hinweis auf den ZDF Musikkanal, die Musik-Sendestrecken am Nachmittag blieben jedoch noch bis Ende 1993 bestehen. Mit der Einstellung des Sendebetriebes des von der ARD veranstalteten Kultursenders Eins Plus zum 30. November 1993 und der damit verbundenen Beteiligung der ARD an 3sat ab dem 1. Dezember 1993 folgte eine umfangreiche Programmreform, in deren Konsequenz die Programmstrecke gänzlich eingestellt wurde und somit der ZDF-Musikkanal spätestens zu diesem Zeitpunkt komplett vom Bildschirm verschwunden sein dürfte.
Verbreitet wurde der Sender zunächst nur in den sogenannten Kabelpilotprojekten: ab dem 1. Januar 1984 im Kabelpilotprojekt Ludwigshafen am Rhein, ab April 1984 auch in München, ab 1. Juni 1985 in Dortmund, ab 28. August 1985 in Berlin und später im regulären Kabelnetz. Mit der Aufgabe der Eigenständigkeit des Programmes war der Sender ab 1989 europaweit als Teil von 3sat über die Satelliten Astra 1A und DFS-Kopernikus empfangbar.
Im Rahmen der Eigenständigkeit wurde täglich zunächst ein dreistündiges Abendprogramm angeboten, später wurde dieses auf bis zu 6 Sendestunden zwischen 16:00 und 22:00 Uhr ausgebaut. Mit dem Wechsel zu 3sat war der Sender nur noch reduziert von ca. 14:30 Uhr bis 17:20 Uhr wochentags auf Sendung, am Wochenende gab es keine Sendestrecken mehr. Wiederkehrende Sendungen waren die ZDF-Hitparade, Disco oder P.I.T. Eine der wenigen Eigenproduktionen war die Studiosendung Gast im Studio. Auch Volksmusiksendungen oder klassische Musik waren im Programm zu finden. Vereinzelt wurden auch Serien mit Themenschwerpunkt Musik ausgestrahlt, wie beispielsweise die im Jahr 1988 gesendete ZDF-Produktion aus dem Jahr 1980 …und die Tuba bläst der Huber.